# Leioscyta maculata
Leioscyta maculata är en insektsart som beskrevs av William D. Funkhouser. Leioscyta maculata ingår i släktet Leioscyta och familjen hornstritar. Inga underarter finns listade i Catalogue of Life.